# قرار مجلس الأمن التابع للأمم المتحدة رقم 1067
قرار مجلس الأمن التابع للأمم المتحدة رقم 1067، المتخذ في 26 تموز / يوليو 1996، بعد الإشارة إلى البيانات والقرارات المختلفة الصادرة عن رئيس مجلس الأمن ومنظمة الطيران المدني الدولي (الإيكاو) التي تعرب عن أسفها لإسقاط القوات الجوية الكوبية طائرتين مدنيتين في 24 شباط / فبراير عام 1996، دعا المجلس كوبا إلى الامتثال للالتزامات الدولية المتعلقة بالطيران، ولا سيما اتفاقية الطيران المدني الدولي.
امتنعت الصين وروسيا عن التصويت على القرار، الذي وافق عليه الأعضاء الـ13 الآخرون في المجلس. تعتقد الصين وروسيا أن القرار كان يستهدف كوبا في الحادث للإدانة، وبدلاً من ذلك كان ينبغي أن يصدر دعوة تحث الدول على الامتناع عن إسقاط الطائرات المدنية وكذلك منع الاستخدام غير السليم للطيران المدني.
وأشار مجلس الأمن إلى السيادة التي تتمتع بها جميع الدول في المجال الجوي فوق أراضيها ومياهها الإقليمية. وفي هذا الصدد، كان على جميع الدول الالتزام بالمبادئ والقواعد والمعايير الواردة في اتفاقية الطيران المدني الدولي (اتفاقية شيكاغو)، بما في ذلك القواعد المتعلقة باعتراض الأسلحة وعدم استخدامها ضد الطائرات المدنية.
وأشار القرار إلى أن إسقاط الطائرتين اللتين كانتا جزء من منظمة الإخوان للإنقاذ التي يديرها المنفيون الكوبيون، كان انتهاكًا لمبدأ عدم استخدام أسلحة ضد الطائرات المدنية أثناء الطيران، وأنه عند اعتراض مثل هذه الطائرات، لا ينبغي تعريض حياة من هم على متنها للخطر. وقالت كوبا إن الرحلات الجوية كانت أعمالاً استفزازية في مجالها الجوي. وقدم التعازي لأسر الأشخاص الأربعة الذين توفوا جراء الاعتراض الذي أدانه المجلس. تمت دعوة جميع الأطراف إلى احترام قوانين وإجراءات الطيران المدني الدولي، مع التأكيد في الوقت نفسه على حق الدول في استخدام التدابير المناسبة ضد الطائرات المستخدمة لأغراض تتعارض مع اتفاقية شيكاغو.
وقد تم حث جميع الدول التي لم تصدق بعد على اتفاقية شيكاغو على القيام بذلك، في حين تم الترحيب بقرار منظمة الطيران المدني الدولي للتحقيق في المعايير والممارسات لتجنب وقوع حادث مماثل في المستقبل.

## روابط خارجية
- نص القرار في undocs.org